# 超重神GRAVION
超重神重力王（日语：超重神グラヴィオン），香港TVB譯重力王，是2002年10月7日至2002年12月16日，于日本富士电视台每周一深夜2点10分开始播放的动画，总共13集；讲述的是现代合体机器人的故事。之後發行DVD和VHS。
2004年1月起播放续篇第二季超重神重力王 Zwei（超重神グラヴィオンZwei）共12集。

## 故事簡介
少年紅英司因為收到失蹤已久的姊姊--紅綾香的求救信，而男扮女裝潛入神秘富豪葛萊因‧桑德曼居住的聖日耳曼城尋找姊姊，對地球覬覦已久的傑拉拜亞卻在此刻前來襲擊，在桑德曼的左右手雷文有計劃的引導下，尚未弄清楚狀況的英司，糊里糊塗地與眾人共同搭上巨大機器人重力王，並打敗了來襲的傑拉拜亞。
事後，紅英司為了找到失蹤的姊姊，因此答應加入桑德曼為了對付傑拉拜亞而成立的重力騎士團。在一次次的危機與戰鬥之中，真相逐漸浮現，桑德曼、莉露以及戴著面具的雷文之真實身分先後真相大白，而傑拉拜亞要襲擊地球的原因也逐步揭露開來。

## CAST

### 重力騎士團
天空侍斗牙
声：福山潤、千葉紗子（少年期）；李致林
本作主角。雙親在其嬰兒時期因意外而過世，由於天生具備強力的G因子，因此被桑德曼為了蒐集重力凱撒駕駛候補而設立的孤兒院收留，並在幼年時期被桑德曼帶回聖日耳曼城。重力凱撒、神機重力王、太陽重力王、究極重力王的主駕駛。
原型來自於童話『木偶奇遇記』中登場的主角皮諾丘，本作故事可說是描寫他成長為更有人性之人的過程。
由於長年在聖日耳曼城過著與世隔絕的生活，所受的教育也是為了駕駛重力王這個目的，因此有著十分不懂人情世故的一面，偶爾會在毫無惡意的狀況下講出傷人的話語，也會將他人的玩笑話照單全收。平時個性溫厚，然而在戰鬥時會顯現出冷酷的一面，本身的駕駛技術與身體能力也遠比常人來得優秀。
在與英司結識後與其成為好友，曾經和英司一起變裝偷溜出城上街玩樂一整天，當時喝到的可樂後來成為他喜歡的飲料之一。雙方關係雖然不錯，但也曾經有過因為價值觀差異導致爆發激烈衝突的場合，原本他會為了打倒敵人而不惜犧牲自己人，讓他後來在這方面有所改善的契機也是英司。
二期動畫中出自對莉露的關心而採取的行動卻導致對方陷入昏迷之中，理解到「無法瞭解他人的痛苦」一事造成他精神上的動搖，緊接著又接連發生愛娜陣亡、琉菜失蹤與媚月叛逃等等事件，導致他拋下一切逃出聖日耳曼城，甚至在青梅竹馬飛心露的勸誘下差點跳槽重力騎兵，但最後在與英司互毆後回歸重力騎士團。
紅英司
声：鈴村健一；黃啟昌
本作的另一名主角。17歳。G攻擊機以及Geo幻象的駕駛員。身高178cm。
雙親已逝，故事開頭為了尋找自己的姊姊，同時也是唯一親人的綾香而偷偷潛入聖日爾曼城時，卻正好遭遇傑拉拜亞初次來襲，在身為桑德曼左右手的雷文誘導下誤打誤撞地乘上G攻擊機出戰，原本對於和傑拉拜亞戰鬥一事頗為抗拒，但在斗牙無意間施展的激將法下改變心意，並在後來自高中休學搬進聖日爾曼城內，成為重力騎士團的一員，但他並未因此而忘記最初的目的，一逮到機會仍會在城內到處尋找姊姊的下落。
具有強烈正義感，個性直率熱血，但也因為行動力與精力過剩的關係而常常製造出各種狀況。人緣頗佳，被三名專屬小女僕視為很好相處的大哥哥對待，在高中的朋友也不少，與城內的女僕們關係甚至好到可以玩起脫衣麻將的程度。
初期因為不服輸的個性而對斗牙抱持著競爭意識，隨著故事進行他逐漸成長為能與斗牙匹敵的優秀駕駛員，受到斗牙等人的極大信賴。一期動畫時他曾經意外駕駛重力凱撒擊退潛入城中的傑拉拜亞，二期動畫時愛娜將太陽Σ重力王自月球帶來後也隨即指定他駕駛，太陽重力王合體所需要的「工學型態」步驟也是由他所駕駛的Geo幻象發動。
雖然本人否認，但似乎在扮女裝這方面頗有心得，在初次潛入聖日爾曼城、和斗牙偷溜出城、代替愛娜駕駛G鑽機出動救援莉露、打輸脫衣麻將後的懲罰等等場合，於全劇中有著多次扮女裝的紀錄，其女裝扮相甚至優秀到足以吸引不知情的男性前來搭訕。
小說版中，若將重力騎士團視為一家人，英司則被視為有如長男般的身分。與他相遇的斗牙也因為他的關係而變得更有人性，可以說他為斗牙的人格構成帶來很大的貢獻，同時也給重力騎士團等成員帶來直接與間接的影響。後期『Zwei』的主題曲「紅之牙」，就是作為他和斗牙的主題曲，根據編劇志茂文彥的說法，英司也是導演喜歡的角色之一。
城琉菜
声：池澤春菜；鄭麗麗
16歳。G鑽機及Geo投槍機的駕駛員。身長156cm。
沖繩縣出身。因為擁有G因子而被桑德曼請到聖日爾曼城中擔任地球戰騎隊的一員。
個性明朗快活、不過有點粗暴。小時候就遇到斗牙而因此喜歡上他、但一直沒有積極行動。是莉露的好朋友並且給她的內心帶來很大的影響。最終決戰時，看到莉露站在斗牙的身旁、與斗牙看著一樣的東西、讓她的心中充滿複雜的情緒。另外和英司是喜歡吵嘴的好友、結果庫奇誤會她喜歡英司。對於英司並不是那麼不好、小説版中、自己被EFA關起來時，一直相信英司會來救她、在英司真的來救她時還衝去抱住她。戰鬥服裝則是會露出肌膚類似高叉泳裝的緊身衣。
另外、母親已經病死、父親則是為聖日曼城盡心盡力的雷文。為了找尋將要襲擊地球的傑拉拜亞而死亡、於是由綾香繼承他的身分而假扮成他。
愛娜
外表年齡16歳。G鑽機的駕駛員。是個戴著眼鏡的女僕。身高154公分。
雖然做事粗心大意且常常搞砸事情，但性格卻是非常認真專心、也擔任聖日爾曼城的女僕長。從斗牙小時候就擔任母親的角色來保護他、所以也受到他很大的信賴。另外她為了斗牙，即使犧牲生命也在所不惜。真面目則是桑德曼所做的仿生人、所以她的樣子即使經過幾十年也不變。會戴眼鏡的緣故、則是避免讓斗牙發現她是個仿生人。
在第二季重力王某次合體途中，敵方抓準重力凱撒發動工學型態時一瞬間的空隙擄獲了機體與駕駛員，她為了拯救斗牙而犧牲了自己的性命。
愛娜茲薇
声：中原麻衣；梁少霞
外表年齡16歳。Geo投槍機的駕駛員。實際上她就是愛娜的真正身分。與太陽重力王一起沉眠於月球上。性格則和以前完全不同，較為開朗。
髮色從綠色變成粉紅色、戴眼鏡的次數也跟著減少、讓她的形象完全改變。另外、在本作中都通稱為愛娜、愛娜茲薇的名字由來則是來自於情報誌的『超重神Gravion 重力王設定書』的設定資料。戦鬥時、穿著相當大膽華麗類似高叉泳裝的緊身衣。
以前的愛娜的記憶資料、在她消滅時就全部傳送到真正的她的腦中。正因為她作為守護重力王的女神，擁有愛的力量、所以成為能讓重力王擁有無限的能源循環的核心、使得重力臨界點的問題因此被解決。
最後一集中除了髮色外，都恢復成以前的樣子
媚月‧立花
声：淺川悠；陳凱婷→黃玉娟
22歳。G打擊機和Geo刺針的駕駛員。身長178cm。
重力騎士團成員中最年長者、不僅會操控G攻擊機、也擅長近身格鬥戰。和英司的姐姐‧綾香是好友。外表看起來像是個喜歡誘惑男性的女人，但實際上卻很討厭輕浮的男人。作為軍人，其能力是相當優秀。
實際上是地球統合政府軍EFA的軍官，階級為少尉（第二季第六話已晉升中尉）也因此和飛早就認識、而她的目的則是為了EFA、臥底在重力騎士團中要取得重力王的設計資料(結果順利取得而完成重力騎兵各機)。後來完成任務後，回到EFA並且退休、不過由於對綾香和重力騎士團的留戀而和斗牙及英司一起去救回琉菜並且再次回到重力騎士團中。然後、在小說版中，她是比英司還要年長的長女、媚月自己也說出「長女有天會變成新娘(意思是不久的將來會離開城堡)」、暗示自己就是間諜。
酒量很差，所以喝醉後常會做出許多搞笑的事。是個爆乳美女，所以也負責作中的殺必死鏡頭。
莉露‧傑拉拜亞
声：桑島法子；曾秀清
14歳。G Shadow和Geo Calibur的駕駛員。
在第一季的動畫和雜誌中都被介紹成「謎之少女」、雖然有參加戰鬥、但真面目完全不明，只有被桑德曼、放置聖日爾曼城的南塔上秘密保護著、由於斗牙和英司意外遇到她、才知道她是重力騎士團的一員。
當初除了桑德曼外，對誰都無法放開自己的心、但因為琉菜溫柔的對待、讓她終於稍微打開內心去面對別人、第二季時，則變得較為放得開而且表情也跟著豐富許多。之後因為和英司的年紀相近、所以把他當作哥哥一樣(實際上還有叫過他「哥哥」)。在小說版中、她也是重力騎士團一家人中的最小的妹妹、而且因為這件事而感到相當高興、從桑德曼和英司開始、對於讓城中的大家為自己操心而感到相當抱歉。之中、因為斗牙老是保護自己並且兩人立場相同，讓他們關係變的更加親密。
性格溫和沉默、但內心卻很堅強。總是帶著一隻叫作羅羅多的雪貂，但有一次對於羅羅多喝醉後一直在斗牙頭上的事情，似乎相當耿耿於懷。
真面目則是桑德曼和露菲拉的女兒，在故鄉毀滅時逃出原生星球後穿越數百年的時光奇蹟似地來到了父親所在的地球上。在知道這件事情時，還曾一度大受打擊而陷入昏迷狀態、後來因為再次集合在一起的同伴們的溫馨對待而甦醒過來並且因此扛起和舅舅決戰的命運。

### 聖日爾曼城的人們  (重力騎士團)
葛萊因‧桑德曼
声：速水獎；陳欣
年齢不詳(外表則像是三十歲左右)。住在有女僕的城堡「聖日耳曼城」的謎之大富豪。188公分。
本名疾克・艾利塔邁亞。為重力騎士團的司令。作為司令時，表現相當優秀、戦鬥時會給予隊員們冷静適當的指導。另外雖然作每件事都表現得很優雅、對於歹徒也是用優雅完美的方式解決掉、因此受到女僕們的好感和信賴。反面來說、也會「想要說一次」來講出重力王合體的話、以及用拖鞋打桌球等愛玩耍的一面。
使用超級的技術力打造重力王、並且預見到傑拉拜亞將會來襲、因此在一開始就有很多謎團。在Zwei中、他謎一般的過去才被揭發。另外、劇中他雖然叫桑德曼、但他也被暗示和18世紀時，實際存在於歐洲的謎之男聖日爾曼伯爵是同一人。實際上他並不是地球人、是另一個星球的居民、因為意外讓故鄉被毀於是捨棄故鄉來到地球，並且為了守護地球而抵禦傑拉拜亞的攻擊。原本的頭髮是金色、因為G因子轉換成永久新陳代謝的機能、讓他的金髮變成紫髮。另外如果讓G因子復活(駕駛重力Σ必須使用G因子)就會失去不死身的壞處。至少活著超過一千年、在背後干涉著地球的歷史。
另外，在同樣由大張正己擔任導演的『獸裝機攻』的第六集中、他和菲茨傑拉德總統一起出現。
雷文
声：綠川光；蘇強文
假面之男。180公分。擔任桑德曼的左右手來輔佐他並且負責監督重力騎士團的訓練、受到桑德曼極度的信任。
平常都表現出沈著冷静的性格、在大家都去玩時，只有自己看家而讓他耿耿於懷、也有拿到可以泡溫泉的VIP招待券後高興到留下淚來的一面。另外喝醉時、會和提耶拉、瑪莉妮亞一起對於自己的不好的遭遇而傷心著。
和桑德曼一樣是個謎一般的人物。
實際上是由每代的繼承者擔任雷文一職，而歷代雷文的記憶都會儲存在那張面具下，而且在戴著面具時，就只能是「雷文」，不只是無法像其他人表明一切，連自身的性別、聲音亦會被轉換成為和「雷文」相同的存在。
上一代是城琉菜的父親，在警告地球傑拉拜亞來襲時殉職。死後由紅綾香接替其重擔。
紅綾香
声：根谷美智子；黃麗芳
地球統合政府軍的、和媚月一起臥底成重力騎士團駕駛員在桑德曼旁邊收集情報，最後消失在城中的西塔。
和媚月為好友，也是英司的姐姐，在最終決戰時向英司坦白了自己隱瞞身分的事實，並順利獲得對方的諒解。
在最後決戰時成功勸阻原本打算赴死的桑德曼，並在戰後與其結婚。
提耶拉
声：內川藍維；林元春
負責司令台操作的女僕。
為三位操作女僕中的領導者。常會為別人而操心，性格認真、所以也會因為一些小事情而感到煩惱。
喬伊魯
声：高橋美佳子；張頌欣
負責司令台操作的女僕。
三位操作女僕中的一人。個性豪爽且喜歡武術、因為發言常不合時宜讓老是讓提耶拉生氣。是三人中最年輕的一位、胸部也是最大的。
在故事後段變嚴肅時、她成為讓氣氛變得較為輕鬆的存在。
另外，口頭禪的「啪呦」則是來自所配音的聲優高橋美佳子和導演大張正己的點子。
瑪妮莉亞
声：水樹奈奈；程文意
負責司令台操作的女僕。
三位操作女僕中的一人。個性明智且喜歡照顧人、但在本作中因為有特色的角色太多，讓她的存在顯得相當薄弱。
在她認真個性的背後，有著比別人更喜歡色色的事情的一面、不僅有與喬伊魯和布莉基塔一起偷看別人、自己也說過艾歷克斯是個很帥氣的男人。
喜歡唱歌、在桑德曼送給她卡拉OK時、讓她變得相當高興。
布莉基塔
声：釘宮理惠；何璐怡
小女僕之一。個性相當活潑充滿精神。喜歡靠近英司，不過都把他當作自己的玩具一樣來玩弄他。
因為英司在玩遊戲時輸給她、使重力騎士團的成員們除了愛娜外，全都扮成女僕。
亞娘
声：間宮くるみ；林雅婷
小女僕之一。很有禮貌且個性明亮。同樣喜歡接近英司。
塞希爾
声：大前茜；陸惠玲
小女僕之一。為人沉默且容易害羞。同樣喜歡接近英司。
庫琪
声：熊井統子；曾佩儀
護衛女僕隊隊長。雖然是個女性，但體力和戰鬥力都很驚人、有著能夠扛著兩個大人、三個小孩行動的怪力。也受到桑德曼的極度信賴、在莉露出去時則擔任司機的工作。另外在重力王戰鬥時、也多次開著G要塞擔任護援的工作。
朵莉亞
声：桃井晴子；陸惠玲
維修女僕。是名超級喜愛機器的高超技術人員。對於重力王老是傷痕累累的事情感到相當頭痛。另外在重力王戰鬥時、也會開著G要塞擔任護援的工作。有著只要一入迷起來就不管周遭事情的性格。
第一季末尾重力王的武器重力子破壞的開發者。
迪卡
声：中島沙樹；謝潔貞
聖日耳曼城的護士女僕。不過言行卻會讓人覺得像是瘋狂科學家一樣的危險。
蘿紗
声：根谷美智子
秘書女僕。登場次數是全女僕中最少的。

### 地球統合政府-EFA (Earth Fighting Agent)
飛‧心露
声：千葉紗子；黎桂芳
屬於地球統合政府EFA。為了對抗傑拉拜亞，於是組織起量産型重力王・G騎兵(重力騎兵），「G兵隊」並且擔任裡面的隊長。階級雖然是上尉，但因為媚月是前輩而稱她為『大姐』。
戰鬥技術不輸給斗牙、擁有優秀的頭腦和運動能力、不過有時也會因為年輕而出現非理智的行為。
小時候和斗牙一起住在孤兒院、在當時還擔任他的姐姐的角色。不過、由於所信頼和敬愛的桑德曼選擇斗牙並且帶他離開、讓他覺得被這兩個人所背叛(不過、第一季說斗牙在嬰兒時就住在聖日曼城、有產生矛盾)
曾邀請失意的斗牙加入超重騎警隊、但因為英司的說服而失敗。之後她的戰鬥就是為了要超越斗牙和桑德曼，但後面卻力不從心、變成受到太陽Σ重力王所救。後來捨棄自己的敵意、為了幫助斗牙而參加他們的戰鬥。另外在決戰後，順利和桑德曼再會。
艾力克斯‧史密斯
声：諏訪部順一；黎景全
地球統合政府軍EFA的空軍軍官。似乎是個機器人動畫迷、對於重力王有特別的感情。如果能夠嚴肅點，就是個很棒的帥哥、因此被提耶拉評為「腦袋空空」的傢伙。
極度地喜歡女人、作中多有向女性搭訕的場面。然後、還看上穿女裝的英司打算向他搭訕，結果被他給撂倒。
身為出色的飛行員，有著作為EFA軍人的尊嚴，而且不僅為了尊嚴也會為了自己的信念而戰。喜歡的東西是牛丼和納豆、因此也是名相當厲害的日本通。
第二季中轉任超重騎警隊、以G兵隊駕駛員身分戰鬥著、最終決戰時幫助重力王作戰。階級為中尉。
約瑟
声：川田紳司；陳卓智
個性開朗且擅於足球的EFA軍官。G兵隊中的一人。是個喜歡用女性腔調的同性戀。階級不明。
伊旺
声：石川英郎；梁偉德
戴著眼鏡且個性冷靜沉著的EFA軍官。G兵隊中的一人。喜歡用計算來表現一切事情。階級不明。
漢斯
声：熊井統子；黃榮璋
性格有點孩子氣的EFA軍官，也是射撃高手。G兵隊中的一人。很執著要使用鑽頭機。階級不明。
威廉・沃理斯・菲茲傑拉德
声：立木文彦；陳曙光、張炳強（代配）
地球統合政府EFA的總統。有著叫作琳達的美麗妻子和叫作史蒂芬妮的美麗女兒。個性坦率且人品很好、最初對於把對抗傑拉拜亞的工作交給不知身分的民間團體相當抵抗、所以對於桑德曼的行動，到第二季結局前都抱持著警戒心。因此也派出媚月和綾香到裡面臥底去盜取重力王的設計資料。然後、也依據那分資料開發出重力騎兵。
最終和桑德曼和解並且約定要幫助他們。
他的名字在作中都沒被叫過、只有在DVD特典裡，才由桑德曼叫過他名字。
然後、在同樣由大張正己擔任導演的『獸裝機攻』第6話中、他和桑德曼有一起出現。
似乎擅於駕駛戰機。
井上
声：淺野真澄；程文意
總統的秘書。在結尾的字幕上則是寫上「井上小姐」。
帕涅特博士
声：松本梨香；蔡惠萍
重力騎兵的開發者。雖然是位美人但個性好強。相當聰明、但無意間把琉菜作為實驗體的事情洩露給她而被她痛罵一頓。
義純博士
声：臼井孝康
喜歡研究重力王和傑拉拜亞資料的科學家。

### 平民
由美
声：折笠奈緒美；周文瑛
英司的同學和青梅竹馬。對於英司常流露出很關心他的樣子。
薰
声：淺野真澄；何璐怡
英司的女同學。很喜歡斗亞。有染過頭髮但之後回復過來、所以故事前期和後期的髮色有所不同。
高須
声：山岸功；黃榮璋
英司的同學。是名極端機器迷。還因此被朵莉露所欣賞、讓他沒有想到竟然得到一個女同好。
大鳥
声：田坂秀樹；梁偉德
英司的同學。喜歡可愛的女孩子。對於英司被可愛的女孩子所包圍著的事情相當羨慕。
販賣小雞的男人
声：石川英郎；翟耀輝
在都市的路上和溫泉街賣著背後有星星圖樣小雞的男人。養著能閃著七彩光芒的鳥、還將兩個鬧事的人一擊打倒、是個謎一般的男人。和桑德曼也互相認識、而且彼此信賴、在他後面結婚時還擔任牧師。

### 傑拉拜亞
修奇‧傑拉拜亞
声：堀內賢雄；梁志達
以「Zwei」姿態出現的傑拉拜亞領袖。真面目是桑德曼的大舅子、也是露菲拉的哥哥。因為認為桑德曼害死妹妹而怨恨他、於是企圖使用原來是破壞兵器的傑拉拜亞要來消滅人類。
對於莉露相當愛護。不僅將她送回父親桑德曼身邊，還在傑拉拜亞身上設置感應到莉露就會停止運作的保護裝置，然而這個設計最後也間接讓他敗在桑德曼手下。
露菲拉‧傑拉拜亞
声：桑島法子；周文瑛
和修奇一起監視傑拉拜亞的女性。實際上是修奇的妹妹和桑德曼的妻子、也是莉露的母親。本人已經過世、所以陪在修奇身旁的是她的仿生人，在覺醒本尊的記憶時勸阻兄長殺害丈夫，最終在矛盾之中與修奇一同消逝於烈火之中。

## 登場機器

### 重力騎士團

#### 重力凱撒（Gran Kaiser）
構成重力王的核心機體，重力王的力量可說是來自重力凱撒。
以桑德曼開發的重力Σ為原型所創造出來、但沒有作為戰鬥用的「創星機」功能。必需經過桑德曼的承認加上斗牙喊出「工學狀態（Ergo Form）」才能展開重力場，重力子循環會使重力凱撒所配備的武器攻擊力能因此提升。重力凱撒本身發動「工學狀態」時並無時間限制，但因為會對駕駛員、武器與合體機組等等造成嚴重的負荷，因此才會有重力子臨界點的時間限制。武器因為只有機關砲，所以在戰鬥時經常用到拳擊和踢擊等格鬥術。另外在發動工學融合合體時的一瞬間會產生空隙，在劇中曾經一度因此陷入機體被敵方捕縛操控的危機。其開發、製造的時間共耗費250年。
基本上為斗牙的專用機，英司曾經意外操控過一次。

#### 重力女神機（Grandiva）
能夠單獨作戰，同時也能夠和重力凱撒或重力Σ合體成神機重力王以及神機Σ重力王的機體。要操控它，駕駛員本身必須要有相當程度的G因子才行，各架重力女神機作為單獨的兵器有著優秀的戰鬥力，能夠給予連最新戰機都束手無策的傑拉拜亞有效的損害，另外還能變形在海中潛航。
G幻影機（G Shadow）
作為神機重力王、神機Σ重力王的胸部部分，隱形戰機型的重力女神機。駕駛員為莉露。
有著高度的隱匿機能、也能夠使用光学迷彩來隱藏機體。
G鑽機（G Drill）
神機重力王、神機Σ重力王的手腕部分的重型戰車型的重力女神機。因為沒有飛行功能、所以需要長距離移動時會由G幻影機或是重力要塞搭載。駕駛員分別是琉菜和愛娜。G鑽機狀態的駕駛座為一前一後，合體時則會分成左右兩邊變成雙臂的部份。在因為由美和薰的失誤而失控時、那時變成由桑德曼操控並且和神機重力王合體才能解決。
G攻擊機（G Attacker）
神機重力王、神機Σ重力王的右腳部分的攻撃機型重力女神機。駕駛員為英司。座艙部分能夠像機車那樣收納而且頂端部分也相當大。因此第一集中，就被英司以為它是機車而想要藉此逃離城堡，但結果意外乘上G攻擊機，讓他因此被迫去迎戰傑拉拜亞。在和神機Σ重力王合體時、機體顏色則會變成黑色。
G打擊機（G Striker）
神機重力王、神機Σ重力王左腳部分的戰鬥機型的重力女神機。駕駛員為媚月。與G攻擊機的高纏鬥能力相比，此機體則有著全機組中最高的速度。和G攻擊機一樣，在合體時會變色。

#### 神機重力王（God Gravion）
桑德曼為了保護地球所開發的超級機器人。被賦予作為保護地球的「盾」的功能。
由重力凱撒和G攻擊機、G打擊機、G鑽機及G幻影機4機合體成重力王的「超重合神」。在合體後、因為發動工學融合、所以有著高度的戰鬥能力。但除了重力凱撒外，其他機體都有承受工學融合的極限值，所以一旦「重力子臨界值」到達零就會被強制分離。在作品中所登場的機器裡擁有最豐富的武器。然後只要喊出「工學分裂（Ergo Break）」就能夠分離。
操作各種武器需要按按紐並且還要同時喊出武器名稱。順便一提，合體後，每架機體的出口都會變得容易開關，讓作中駕駛員們能夠頻繁的移動到其他機體內。
初期因為桑德曼的意思，所以機體並沒有搭戴自動操控系統、從10話因為考量可能會碰上駕駛員因故缺陣的情況，而在各重力機組搭載名為「幻影系統」的自動駕駛裝置，但使用幻影系統代替駕駛員作戰則會導致神機重力王的戰鬥力因此下降百分之十，代替的人數越多則下降的戰力越多。
機體本身多被稱為重力王。
搭載武器
重力子弧光(Gravtion Arc)
從重力凱撒額頭上發射的重力光線。光線有著能到達大氣圏外前的威力、不過多數無法貫穿大型的傑拉拜亞。
重力子高壓飛拳、重力子龍捲飛拳(Gravtion Pressure Punch、Gravtion Tonado Punch)
機體從腳部發射固定錨、然後一邊瞄準敵人一邊發射出去的火箭飛拳。能夠兩個手腕同時發射。也有時會被簡稱為重力飛拳。發射後，整個拳頭就交由裡面的駕駛員操控。高壓是單純地發射手腕攻撃、龍捲則是會伸出鑽頭來攻擊。然後、發射後則會因為鑽機的駕駛員操控和擁有重力子的牽引光線而回到機體身上。
疊加龍捲飛拳(Pile Tonado Punch)
兩手分別以鑽頭型態與開掌型態，在前者接敵時由後者自後方進一步給予推進力的飛拳攻擊模式，不過連接的部分也會沒有噴射器，所以讓駕駛變的相當吃力、因此需要左右兩手的駕駛員的合作才能成功。在重力王不能合體時、也會被重力凱撒當作鞋子一樣踢出去。
重力子巨砲(Gravtion Buster)
搭配在G鑽機上面的大砲，在兩隻手組合在一起時才能發射。但作中對於傑拉拜亞則是沒有效果。
重力子飛彈(Gravtion Missile)
G攻擊機的主要武器。全力發射時，需要喊出「重力子飛彈・全爆破」
重力子火神砲(Gravtion Vulcan)
G攻擊機的共通裝備。主要是作為接近時拿來牽制敵人。使用次數相當少。
重力子粉碎(Gravtion Crash)
飛踢技。在劍和三日月被破壞時、由和好的英司和斗牙一起合作使出的合體技。有著不尋常的破壞力、不過對於機體本身的負荷也不小。
重力子雷射(Gravion Laser)
G打擊機的主要武器。使用次數也很少、和上面重力子飛彈一樣都要喊出名稱才能射擊。
重力子鞭(Gravtion Whip)
從刀柄出發射出重力子帶，像是鞭子一樣的武器。用途則是拿來困住對手。
重力子來福槍(Gravtion Rifle)
從G打擊機伸出來的來福槍。槍管形狀就像是來福槍一樣的長。
重力子之劍(Gravtion Sword)
從胸口標誌延伸展開所形成的劍。在喊出「Blade up」時，刀身會充滿重力子，然後就能使出可說是武器中擁有最強威力的「破壞・斬」。不過它只是「超重劍」的複製品。當超重劍登場後，就不再使用。
重力三日月(Gravtion Crescent)
由G幻影機的機翼所延伸而成的大型迴力鏢。威力等同於「破壞・斬」。需要由莉露瞄準敵人來攻擊。然後這個功能也被G幻影機拿來作為衝撞敵人的攻擊的用途。
重力子破壞(Gravtion Breaker)
第一季最終話為了面對進化後的傑拉拜亞、由朵莉亞領導整個武裝班臨時打造的武器。雖然操控反應不好，但攻擊力卻是相當強、但在使用時為了防禦攻擊而被弄碎。
超重劍(しろがねの牙)
有著白銀之牙稱號的大劍。第1季最終話中，第一次從月亮中被傳送到神機超重王手上。能夠使出對於敵人和周圍空間都能加以割裂的超重斬、不過使用同時，也會達到重力子循環的臨界點、而且還有六名駕駛未到齊就沒法發揮真正力量的限制。使用時機體會蓋上口罩。本來是太陽重力王的裝備

#### 重力要塞（Gran Fortress）
搭載重力凱撒及重力女神機的運輸機。能夠讓重力王坐在上面飛行，並且就這樣向傑拉拜亞加以突擊。因為武器只有火神砲，所以從未參加過戰鬥、突擊時會把機翼收起來，有過被撃墜的記錄。

#### 太陽重力女神機
分別和重力凱撒以及重力Σ合體成太陽重力王與太陽Σ重力王的新型重力女神機，被稱為太陽重力女神機。
初登場時先和太陽Σ重力王合體、之後又分離、作為分離狀態的測試。那時、能夠看到比舊型重力女神機更好的性能。機體也做成直線型和有重量感的設計、外表以紅色為基調。
Geo幻象
太陽重力王、太陽Σ重力王胸部部位的重轟炸機型的太陽重力女神機。有著能發動工學狀態的機能、是太陽重力女神機中最強和最危險的機體。在桑德曼的託付與斗牙的請求下由英司駕駛，愛娜的本體原本也是沉睡在這架機體上面。
Geo投槍
太陽重力王、太陽Σ重力王手腕部位的重戰車型的太陽重力女神機。和G鑽機不一樣的是、鑽頭只有一個、還追加有飛彈和飛行功能。駕駛員為琉菜和愛娜茲薇。
Geo聖劍
太陽重力王、太陽Σ重力王右腳部位的戰機型的太陽重力女神機。由於英司駕駛Geo幻象的緣故，這架機體由莉露駕駛。
Geo刺針
太陽重力王、太陽Σ重力王左腳部位的戰機型的太陽重力女神機。駕駛員是媚月。
G短劍機
由四架太陽重力女神機合體而成的大型戰機。除了超重劍、太陽重力子新星以外，其它武器全都能使用。由英司擔任主要駕駛員。本機具備了足以承載重力凱撒的能力，在Zwei第10話中、有著搭載重力凱撒的G短劍機向修奇的巨大立體影像突擊的一幕、在那時也被暫時反擊回去。

#### 太陽重力王
為了因應身為「盾」的神機重力王被打倒的情況，而開發出來的完全攻擊型重力王。有著大大優於神機重力王的戦鬥能力，被給予作為守護地球的「劍」的角色。別名紅之牙、太陽神。
由重力凱撒和GEO幻象、GEO投槍、GEO聖劍、GEO刺針4架太陽重力女神機進行「炎皇合神」的合體所誕生出來。要合體時需要由英司喊出「工學狀態（Ergo Form）」和斗牙喊出「炎皇合神」才能合體、因為重力凱撒能發揮出和「創星機」同等的威力、讓他的力量足以破壞整個星球。與神機重力王有別的是、合體時以及合體中的工學融合都是以GEO幻象為中心來開始。而這個工學融合還有可以將人的感情化為力量的機能、這也是太陽重力王能發揮高超戰鬥能力的原因之一。還有外表也變成以紅色為基調、給人一種不精製以及威力強大的印象。開發・製造的時間需要200年。
搭載武器
太陽重力子加農砲(Sol Graviton Cannon)
搭載於雙肩的大型加農砲。
太陽重力子新星(Sol Graviton Nova)
由兩管大型加農與胸口球體所釋放的能源，透過透鏡型態的重力場發射出去的攻擊。
太陽重力子粉碎飛拳(Sol Graviton Crusher Punch)
命中目標後進一步發射飛彈的飛拳攻擊，兩手一起發射的版本則為太陽重力子螺旋粉碎飛拳。
超重劍
由胸口徽記伸出劍柄與劍刃所形成的太陽重力王最強武裝，與原本神機重力王所使用的白銀之牙為同一武器。
需要六名駕駛員到齊才能發揮全力。

#### 重力Σ
為了改善賽利亞斯和蘭比亞斯的環境，以「創星機」的身分由桑德曼開發並且加以修改的機體。在桑德曼來到地球後和太陽重力女神機以合體為太陽Σ 重力王的形態，和真正的愛娜一起被封印在月球上。
因為是重力凱撒的原型，所以外表與它非常相像、不過性能遠勝於它、和重力凱撒一樣具備機關砲。在傳送到地球後被加以修改、讓它能夠與重力女神機合體。不過、因為戰鬥而弄壞的左眼卻一直沒修復、這則是為了提醒桑德曼那段不幸的過去（為了不要讓地球像是故鄉一樣被破壞，所以才不加以修復）。
然後有著作為機體核心的重力王要交叉手臂來中止行動的特徵、另外和作為重力王核心的重力凱撒不一樣的是，它並沒有面罩這種裝備。
本身設計則是運用重力凱撒的資料再重新修改成目前的型態。

#### 太陽Σ重力王
瞬間最大能量32億馬力，格爾值約500，在迎戰傑拉拜亞大軍最後陷入危機的神機重力王面前突然降臨並解救眾人的紅色重力王。主要駕駛員為愛娜茲薇和英司。
由重力Σ和Geo幻象、Geo投槍、Geo聖劍、Geo刺針4架太陽重力女神機以「炎皇合神」合體而誕生出來、作中由於合體完成而只出現過一次、以後因為四架太陽重力女神機改為與重力凱撒合體而沒有再次出場的機會。
本機的「工學狀態」有著能把人的想法轉化成力量的功能、在愛娜茲薇擔任GEO幻象駕駛員時、因為她的愛而形成精神力場、立刻就讓受到損害的神機重力王被瞬間修復。
以能夠破壞掉一個星球的重力Σ作為機體核心、並且因為和重力女神機的強化型太陽重力女神機合體、所以戰鬥能力更是大大勝於神機重力王。另外、只由英司和愛娜兩人操控就將一大片傑拉拜亞給掃除掉、這個型態的戰鬥能力、被推測更勝於以重力凱撒為核心的太陽重力王。而製造出這台機體的桑德曼也稱它為「最凶(不祥)的重力王」。
然後，總統內心稱它為「究極的重力王」、史密斯也在心中稱它為「巨大的重力王」、並且讓總統為自己過去對桑德曼的看法因此改觀。
另外、和經常裝備面罩的太陽重力王不一樣的是 、因為它是以重力Σ為核心所以沒有裝備面罩。
搭載武器
太陽重力子弧光(Sol Graviton Arc)
從額頭放出的重力光線。和神機重力王的威力完全不同、有著能將一大片傑拉拜亞加以掃除的力量。
超重劍
從胸中的標誌伸出劍柄和劍身的巨劍、是太陽Σ重力王的最強武器。
能和神機重力王一起使出合體技叫作真·超重斬的大範圍超重斬攻擊。

#### 神機Σ重力王
由重力Σ和重力女神機四機以「超重合神」合體出來的機體。顏色則是以黑色為基調（G攻擊機和G打擊機的外表也是由藍色變成黑色）。駕駛員為桑德曼。因為是一個人駕駛的情況、所以其他重力女神機都是裝載幻影系統來自動駕駛。
除了顏色外，性能、外觀都和神機重力王沒有太多差別、僅管機體是由桑德曼一人操控、但還是能發揮出地球戰騎隊六人同時都在的性能。
搭載武器
重力子槍
伴隨著太陽重力王投入實戰中、因為地球戰騎隊成員都已經轉移到太陽重力女神機上，而無法使用超重劍、於是拿來代替它的武器。不過就算是代替品也有相當的威力。能夠將武器收納到神機Σ重力王（重力Σ）的腰上。能夠使出在對手身上打上一個Σ符號來斬擊的「重力子破壞」的必殺技。
神劍巴爾孟克
在DVD「重力王Zwel」的包裝中，重力Σ所持有的武器、形狀和桑德曼所拿的拐杖一樣。附贈在從スタジオハーフ・アイ發售的「最小變形神機Σ 重力王」的郵購特典中、刀身則是有著清析的紫色。
在本作並未用過、但在遊戲『超級機器人大戰Z』中，則是除了超重劍外，成為神機Σ重力王可以使用的武器之一。

#### 究極重力王
由重力凱撒、重力Σ、重力女神機四機加上太陽重力女神機四機、總共10機經由「最終合神（最凶合神）」所合體出來的最終形態機種、是最強（最凶）和最後的重力王。本機的合體需要由桑德曼認同並且加上斗牙喊出才能合體。
右手和兩腳都裝備有鑽頭、左手則裝備有超重劍、腰部則裝備有由重力Σ變形而成的加農砲、讓它擁有比太陽重力王更強的威力。
能從重力星艦上補充重力子能源，然後放出必殺技「超重炎皇斬」、発動時究極重力王會閃耀著黄金色的光芒、並且化為火鳥之姿向敵人突擊、將敵人一刀兩斷。威力可怕到、將傑拉拜亞的本星「降魔」一擊破壞掉。讓伊旺說出「已經到了無法計算的強度了」。
因為『勇者系列』和『超級戰隊系列』等作品的傳統、構成所謂的「最強（超級系機器人）合體」的觀念、一般最強合體都是以前期機體為中心加上成為追加武器或裝甲的後期機體、不過究極重力王的形狀是以後期主角機太陽重力王為中心、肩部則是G攻擊機和G打擊機、腰部則是G幻影機、腳部則是連接G鑽機、背部則是由重力Σ變形而成。因此、外表也較為接近太陽重力王。但是成為腳部的G鑽機有大大的不同、究極的胸部則是突然出現被太陽重力王胸部部位給蓋住等事情、成為關於合體時不可理解的地方。
它在本作中只有出現數分鐘，但在粉絲心中有著高度的人氣。在遊戲『超級機器人大戰Z』中雖然不能操作、不過在使用超重炎皇斬時則能看到它的樣子。然後在遊戲中、超重炎皇斬則變成由太陽重力王和神機Σ重力王兩台機體的合體攻擊。
而スタジオハーフ・アイ發售的太陽Σ重力王附有原創武器「超重彈劾劍」，也能夠讓究極重力王使用這項武器。關於超重彈劾劍的設計則是大張為了這個項目而描繪出來，千值練於2022年發售的究極重力王同樣附有這項武裝。

#### 重力星艦
聖日爾曼城的真正樣貌、是艘超巨大宇宙戰艦。因為原本就是一座城堡而適於居住。有著主砲和艦首的鑽頭等許多武器。不過、在本作中則是為了抵抗傑拉拜亞本星傳過來的衝擊波而盡力著、所以幾乎沒有其他行動。
在啟動之前除了桑德曼和雷文外、誰都不知道有這艘戰艦的存在。只要中樞與重力Σ或是重力凱撒連接就能夠脫離大氣層。

#### 終極重力王
超越究極重力王真正最強最後的重力王。但在企畫階段就被否決掉、因此在本編中從未登場。

### EFA

#### Tryzamu
以傑拉拜亞的資料為主、作為拿來對付傑拉拜亞的武器，由EFA技術部獨自開發出來的人型機動兵器。在模擬戰中相當活躍、但在實戰中因為遭到傑拉拜亞宛如進入無人之境的強襲攻擊、無法反擊而被破壞。
在「Zwei」中則是有一台後繼機Tryzamu02登場、但在能力已經提升的傑拉拜亞面前毫無用武之地、一登場就被秒殺。

#### 重力騎兵
在「Zwei」中由EFA成功製作、被說是量産型重力王的機體，也能夠變形成戰鬥機。裡面只有飛的機體有白灰色，其他人則是有他個人的顏色。武器則是依據各個駕駛員所擅長的武器而裝備一種（有時會有2種類）。另外、透過五台機體的產生器所輸出集合起來的能源、就能夠使出比重力子弧光強1.5倍的重力光線「閃耀・雷管」。
飛心露機
個人顏色紅。因為是隊長機、所以頭部形狀比其他4台更大且有所差異。
搭載武器為弓箭型的槍「重力之箭」和飛鏢型武器「重力放射鏢」。
艾歷克斯機
個人顏色為藍色。
搭載武器為手槍「重力子光束」（在第8話戰鬥中由於艾歷克斯的聲音太怪讓聲音辨識系統產生錯誤、結果讓光束變成虛線型、威力也當然非常的弱）。
伊旺機
個人顏色為橘色。
搭載武器為肩上的飛彈「重力強力飛彈」和特殊飛彈「重力破裂彈」。
約瑟機
個人顏色為綠色。
搭載武器為將兩肩的零件組合起來變成一顆球而踢出去攻擊的「重力子流星神射」。
漢斯機
個人顏色為淺藍色。
搭載武器為使用鑽頭攻擊的「鑽頭・光鑽」和「鑽頭・粉碎」。

## 傑拉拜亞
突然來到地球的謎之金屬生命體。大部分的形狀都非常怪異、只要一次特定的攻擊就會被破壞、它們的種類分別有針對攻擊吸收經驗的「學習型」、會和出現的地方融合一體的「對應型」（在「Zwei」中也有登場。）兩種種類。
真面目則是為了終結賽利亞斯星球和藍比亞斯星球之間引起的戰爭所開發的兵器，擁有在毀壞或完成任務後會自我崩解不對環境造成負擔的特性，但因為失控而導致變成傑拉拜亞。
關於它們的名字 学習型名稱不明、對應型則是為○○傑拉拜亞、但在機戰Z中登場的傑拉拜亞則全部附有正式的名稱。

### 傑拉力王 (Zeravion)
由修奇・傑拉拜亞為了制伏創星機所作出來的最強傑拉拜亞。它的裡面含有賽利亞斯和蘭比亞斯兩顆星球毀滅時所留下來的能源、其威力就連太陽重力王亦一度屈居下風。造型則是由青色的火燄和金色的重力女神機合體而成、可說是與發出紅色火燄的太陽重力王相互對應。唯一的弱點則是只要感應到身為修奇外甥女的莉露就會停止運作。正式名稱為「業魔神傑拉力王」。必殺技則是使用光束劍傑拉力子之劍(Zeraviton Sword)和從嘴裡放出的傑拉力子弧光(Zeraviton Arc)。
雖然在Zwei的開頭動畫中有和神機重力王與太陽重力王對戰的場景、不過在本作中則是未與究極重力王對戰過。另外大張導演在DVD特典中曾表示「如果讓傑拉力王和重力Σ合體會是最強的機體」。
順便一提，動畫版中是自動駕駛，但在機戰Z中則是由修奇所駕駛。

### 降魔
作為傑拉拜亞根據地的巨大星球。實際上是超巨大傑拉拜亞「滅絕特隆」、在最終決戰中露出真面目。
由於失去主人修奇因此失控進而衝向地球、但被究極重力王的超重炎皇斬所擊敗。因此傑拉拜亞也全數被消滅。

## 遊戲
- 2008年9月發售的『超級機器人大戰Z』跟2009年3月發售的『超級機器人大戰Z特別版』（機種・PS2）。內容包括第一季的「～GRAVION 」以及第二季的「～Zwei」。由桑德曼出資對部隊進行援助。然後因為同一聲優的關係，所以英司和真·飛鳥的關係非常好。
- 2011年4月11日南夢宮萬代發售PlayStation Portable用遊戲軟體『第2次超級機器人大戰Z 破界篇』。
- 2012年4月5日南夢宮萬代發售PlayStation Portable用遊戲軟體『第2次超級機器人大戰Z 再世篇』。此次收錄第一季的「～GRAVION」以及第二季的「～Zwei」。

## 工作人員

### 超重神重力王(GRAVION)
- 原作：大張正己、赤松和光、GONZO
- 導演：大張正己
- 系列構成：志茂文彦
- 角色設定：うのまこと、高岡淳一
- GRAVION設定：大河原邦男
- 產品設定：小林誠
- 機械設定：福地仁、森木靖泰、椛島洋介、大張正己
- 美術監督：吉原俊一郎
- 色彩設定：中山久美子
- 撮影監督：山田和弘
- 音響監督：鶴岡陽太
- 音樂：七瀬光
- 製作人：吉沼忍、菊池貞和、畑中利雄、村濱章司、松崎容子
- 動畫製作：GONZO
- 製作：GRAVION製作委員會、富士電視台

### 超重神重力王(GRAVION) Zwei
- 制作：稲田浩之、石崎邦彦、石川真一郎
- 原作：大張正己、赤松和光、GONZO
- 監督：大張正己
- 系列構成・脚本：志茂文彦
- 角色設定：愛姫みかん、うのまこと
- GRAVION設定：大河原邦男
- 產品設定：小林誠
- 機械設定：福地仁、森木靖泰
- 美術監督：長尾仁
- 色彩設計：伊藤由紀子、花尻和子
- 撮影監督：北村直樹
- 編集：後藤争司
- 音響監督：鶴岡陽太
- 音樂：七瀬光
- 製作人：吉沼忍、菊池貞和、畑中利雄、川原陽子、松本整
- 動畫製作人：橋本太知
- 動畫製作：GONZO
- 製作：GRAVION Zwei製作委員會

## 主題曲

### 第一季
- 片頭曲
  - 作詞：影山浩宣
  - 作曲：影山浩宣、須藤賢一
  - 編曲：須藤賢一
  - 歌：JAM Project

- 片尾曲「WISH」
  - 作詞：江幡育子
  - 作曲：堀江頭
  - 編曲：堀江頭
  - 歌：YURIA

- GRAVION合神插入曲：
  - 作詞：影山浩宣
  - 作曲：影山浩宣、須藤賢一
  - 編曲：須藤賢一
  - 歌：JAM Project featuring 遠藤正明

### 第二季
- 片頭曲
  - 作詞：影山浩宣
  - 作曲：河野陽吾
  - 編曲：須藤賢一
  - 歌：JAM Project

- 片尾曲「LA♪LA♪BYE」
  - 作詞：HAJIMEX
  - 作曲：YURIA
  - 編曲：八七 (Yasichi)
  - 歌：Honey Bee

- GRAVION Zwei合神插入曲：
  - 作詞：影山浩宣
  - 作曲：河野陽吾
  - 編曲：河野陽吾
  - 歌：JAM Project featuring 福山芳樹

## 各話標題

### 超重神GRAVION
| 話数 | 中文標題         | 日文標題 | 劇本         | 分鏡              | 導演              | 作畫監督                   | 機械作画監督 | 播放日         |
| ---- | ---------------- | -------- | ------------ | ----------------- | ----------------- | -------------------------- | ------------ | -------------- |
| 1    | 巨神棲息的城堡   |          | 志茂文彦     | 大張正己          | 大張正己          | 椛島洋介 木崎文智 浜崎賢一 | 椛島洋介     | 2002年10月7日  |
| 2    | 重力的使命       |          | 志茂文彦     | 鈴木信吾          | 土屋浩幸          | 石野聰                     | 大塚健       | 2002年10月21日 |
| 3    | 迷宮             | 迷宮     | 志茂文彦     |                   | 西山明樹彦        | 津熊健徳 齊藤良成          | -            | 2002年10月28日 |
| 4    | 塔中的公主       |          | 志茂文彦     | 福多潤            | 椛島洋介 羽生尚靖 | 椛島洋介                   | 椛島洋介     | 2002年11月4日  |
| 5    | 沒有笑容的少女   |          | 志茂文彦     | 奥野健            | 神戶洋行          | 神戶洋行                   | 椛島洋介     | 2002年11月11日 |
| 6    | 斗牙的假日       |          | 吉村清子     | 大篭之仁          | 西山明樹彦        | 井上哲                     | 木崎文智     | 2002年11月18日 |
| 7    | 沙灘上的重鑽少女 |          | 冨岡淳広     | 蒼井啓            | 山田弘和          | 河野悦隆                   | 斉藤良成     | 2002年11月18日 |
| 8    | 超重戰場         |          | ほそのゆうじ | 大塚健            | 紅優 木村寛       | 浜崎賢一                   | 椛島洋介     | 2002年11月25日 |
| 9    | 遙遠的擁抱       |          | 志茂文彦     | 鈴木信吾          | 鈴木信吾          | 鈴木信吾                   | 鈴木信吾     | 2002年12月2日  |
| 10   | 龜裂             |          | 志茂文彦     | 坂田純一          | 岡崎ユキオ        | 斉藤良成 田村勝之 神戶洋行 | -            | 2002年12月2日  |
| 11   | 失去的東西       |          | 志茂文彦     | 永田正美          | 西山明樹彦        | 神戶洋行 井上哲            | 神戶洋行     | 2002年12月9日  |
| 12   | 因為有你在       |          | 志茂文彦     | 大篭之仁          | 白石道太          | 丸山隆 神戶洋行 椛島洋介   | 田村勝之     | 2002年12月9日  |
| 13   | 白銀之牙         |          | ほそのゆうじ | 大張正己 大篭之仁 | 大張正己          | 椛島洋介                   | 椛島洋介     | 2002年12月16日 |

### 超重神GRAVION Zwei
| 話数 | 中文標題          | 日文標題 | 脚本         | 分鏡                       | 導演     | 作画監督        | 機械作画監督 |
| ---- | ----------------- | -------- | ------------ | -------------------------- | -------- | --------------- | ------------ |
| 1    | 超重神再臨        |          | 吉村清子     | 大張正己 大塚健            | 大張正己 | 石野聡          | 大塚健       |
| 2    | 華麗的再會        |          | 志茂文彦     | 大篭之仁                   | 大篭之仁 | 清田竹一        | 清田竹一     |
| 3    | 熱鬥!愚裸美温泉!! |          | ほそのゆうじ | 蒼井啓                     | 大張正己 | 椛島洋介        | 椛島洋介     |
| 4    | 浪濤的底層        |          | 吉村清子     | しまづ聡行                 | 立花一輝 | 渡辺邦州        | 牟田口裕基   |
| 5    | 夢想的孤島        |          | 吉村清子     | しまづ聡行                 | 斉藤良成 | 斉藤良成        | 斉藤良成     |
| 6    | 嘆息的玫瑰念珠    |          | 吉村清子     | 鈴木信吾                   | 浜崎賢一 | 浜崎賢一        | 椛島洋介     |
| 7    | 破碎的女神        |          | 吉村清子     | 永田正美 大張正己          | 大張正己 | 石野聡          | 大塚健       |
| 8    | 重力衰弱的時刻    |          | ほそのゆうじ | 鈴木信吾                   | 大篭之仁 | 三浦武寬        | 牟田口裕基   |
| 9    | 紅之牙            |          | 志茂文彦     | とよますたかひろ           | 斉藤良成 | 友岡新平        | 斉藤良成     |
| 10   | 太陽之炎          |          | ほそのゆうじ | 大張正己 大塚健            | 椛島洋介 | 椛島洋介        | 椛島洋介     |
| 11   | 創星機            |          | 吉村清子     | 大篭之仁                   | 大篭之仁 | 三浦武寬        | 牟田口裕基   |
| 12   | 魂之凱歌          |          | 志茂文彦     | 鈴木信吾 大張正己 大籠之仁 | 大張正己 | 石野聡 椛島洋介 | 椛島洋介     |

## 外部連結
- 官方網站 （页面存档备份，存于）（日語）